# 王清营
王清营（1982年3月1日—）， 生於河南省社旗县。独立中文笔会会员和《零八宪章》签署人之一。曾為大陆政治犯。旅美中國作家、人权活动家、民運人士、外卖配送员。他发起河南独立运动，主张「河南应该从中国独立」,建立大豫民国(河南国/大宛民国)，是“大豫民国临时总统”和“中原民族党主席”。
先后就读於河南大学中文系本科、广东华南农业大学研究生。近年来非常活跃，從事大量抗议活动，同时从事寫作、时评、电视與电台評論。政见与政论主要发表在自由亚洲电台、新唐人、大纪元、明镜电视台等。现居美国纽约从事外卖配送工作。

## 生平

### 早年
王清营1982年生于河南省社旗县一贫困家庭，其父母均为农民。高中时受自由民主思想影响，曾与同学创建名为“中国农民党”的政治社团。大学后王清营更是积极参与各种民主活动。

### 从事人权工作
2008年3月经作家欧阳小戎介绍与唐荆陵认识，开始从事人权工作。同年，签署《零八宪章》。2008年5月，参与黄琦组织的NGO汶川大地震救灾救援工作，8月，他在广东工业大学华立学院教授经济学。因多次从事民主运动，王清营被解除教职。
2008年底，与朋友贾庆森等组织发起农村发展沙龙，邀请相关学者讨论三农问题。2012年，参与声援并签署废除《劳教条例》。2013年起参与推进非暴力不合作运动，主推的“公民583”运动，即每周工作5天8小时，最低月薪3000元；还有“普惠制养老”，主要是农村的，每人每月至少600元；第三是废除户籍制度，消除城乡差距。当年2至6月，王清营于广州组织椰树林读书会，大家一起学习名著经典《政府论》，并学习公众演讲技能，被国保多次带走问询。

### 被捕、入狱
2014年5月1日劳动节假期期间，前往广州市白云区京溪派出所附近，声援因参加林昭逝世周年纪念日正被派出所拘留的好友唐荆陵。5月16日，他与唐荆陵、袁新亭三人在因涉嫌“寻衅滋事罪”被广州市公安局白云区分局刑事拘留。当日，广州市国保联合白云区及番禺区警方，带领二十多个便衣，在过程未见出示搜查证，警官证的情况下，搜查王清营居住的地方，临时租住的出租屋，其暂时居住的岳母家共三个地方。警方带走王清营本人的手机、电脑、银行卡、书籍若干，并且以手机联系人中有王清营、唐荆陵、汪艳芳的联系号码为由，搜走其妻子曾洁珊手机。王清营被以寻衅滋事罪带到广州市白云区拘留所执行刑事拘留。广州市公安局工作人员告知当事人要被隔离，曾洁珊等家属不让会见，只能通过律师会见。上门搜查当日，王清营因拒绝承认寻衅滋事罪后被多次扇打耳光。期间王清营告诉妻子务必联系隋牧青律师代理其案件，之后夫妻俩被警方禁止谈话和拖手等亲昵动作，被要求分开隔离。随后，警方威胁其妻子说不得联系隋牧青律师，断绝与唐荆陵妻子汪艳芳联系，不要向外界透露案情，否则将不利于王清营。警方并威胁王清营妻子，如果不是在哺乳期受到保护，否则将与其雇主打个招呼让她失去工作。之后，警方连续多日多次走访王清营夫妻居住的镇、村委及夫妻双方工作的单位，向双方的父母、单位同事领导施压，让家人不要向外界透露王清营被刑事拘留之事。如今，王清营岳母受惊吓过度，终日哭哭啼啼，夜不安寝，其妻子一个人独自抚养十一个月大的儿子，承受巨大的精神压力和生活压力。
6月20日，以嫌煽动颠覆国家政权罪被正式逮捕。6月21日，王清营妻子曾洁珊于下午15时34分接到广州市公安局通知，冒雨前往番禺区石基镇派出所签收逮捕通知书，得知经广州市人民检察院批准，当局于2014年6月20日22时，对涉嫌煽动颠覆国家政权罪的王清营执行逮捕，并由原来刑事拘留三十多天的广州市白云区看守所转去广州市第一看守所羁押。
曾洁珊在签收通知书过程中，多次被警告，当局要求其注意并谨慎通过网络如新浪微博，发表呼吁关注其丈夫等良心犯的文章内容；当局要求其审时度势三思而为，否则威胁以后将会多次前来与其“沟通情况”，并再次要求解除聘请隋牧青律师。曾洁珊回应称，要求解除律师一事必须亲自征询王清营本人真实意见后才能决定。曾洁珊被告知，家属不得会见，律师也必须得到所谓有关机关同意才可以进行会见。
2015年5月，广州中院改以“煽动颠覆国家政权罪”对3人提起公诉。

### 狱中受到刑罰
隋牧青律师星期一再次会见“广州三君子”之一王清营。随后，隋牧青发表长文，向外界详细披露了王清营在监狱中遭受虐待的细节。隋牧青律师表示“王清营入狱后只能睡水泥地，以致腰椎时常疼痛难忍。监仓20余平米，通常关押20余人，拥挤不堪，且王清营被强迫负责监仓内最肮脏低下的工作，每日清洗厕所。他一直被非法剥夺通信权利，不允许写信，也没有任何书籍可读。这期间，王清营曾短暂绝食抗议两次，因抗议管教、牢头欺压过甚而遭钉镣铐两次，一次3天，一次12天，遭受管教、牢头狱霸辱骂和殴打则无以计数。目前，因居住环境及饮食条件恶劣，王清营的身体健康恶化，曾晕倒过4次，还曾因不醒人事被急救，但从未送医及体检，故暂不知晕倒原因。”
2016年1月29日，他被广州中院以嫌煽动颠覆国家政权罪判处两年半有期徒刑。当年11月15日，王清營刑滿出獄。王清營出獄後接受訪問時表示曾在看守所遭遇刑罰：“最嚴重試過連續8天腳釘在地上，手綁着，動彈不得，每天只喝一口水，吃一口飯，拉屎拉尿在褲子裏，並表示牢獄生活為他帶來驚恐症，但仍堅持,自己会继续做正確的事。”

### 移居美国
2018年2月9日之后，在网上一向活跃的王清营忽然失踪。直到2018年7月9日，对华援助协会傅希秋于推特上发言，称王清营已经到达美国，其妻子，大儿子已经先期于5月23日到达美国。。王清营到达美国后，发表感谢信。。
2018年10月20日－2019年1月7日，王清营等人多次组织人去白宫示威，要求美国政府引渡孟晚舟。
2019年7月11日，王清营与张林等组织民运人士大约60余人欢迎蔡英文过境纽约。但中国当局组织老乡会近千人围殴民运人士。致民运人士5人重伤住院，20余人受伤。王清营称，现场原本有大批媒体记者和警察，殴打者在众目睽睽下打人的行为肆无忌惮。

## 个人生活
2019年12月，据《世界日报》报道，王清营夫妇在纽约布鲁克林班森贺家中疑因生活琐事发生争吵，王清营一怒之下拿起苹果丢向妻子，妻子被砸中胸口后引发疼痛，愤而报警；王清营随即被警方逮捕，面临攻击、威胁、以及非法持有武器等多项罪名。王清营在布鲁克林刑事法庭过堂，被控三级攻击、企图攻击、二级威胁、骚扰以及四级非法持有武器等罪名。王清营在签署保证书后获准庭外候审，但受到人身保护令的限制，不得以任何形式接近妻子。据最新消息，夫妻已经达成和解，王清营专心在家带孩子。。